# كارليلس (ماساتشوستس)
كارليلس (بالإنجليزية: Carlisle, Massachusetts)‏ هي بلدة أمريكية تقع في الولايات المتحدة في مقاطعة ميدلسيكس (ماساشوستس). يقدر عدد سكانها بـ 4,852 نسمة ومساحتها 40.2 كم2 وترتفع عن سطح البحر 62 متر.

## معرض صور

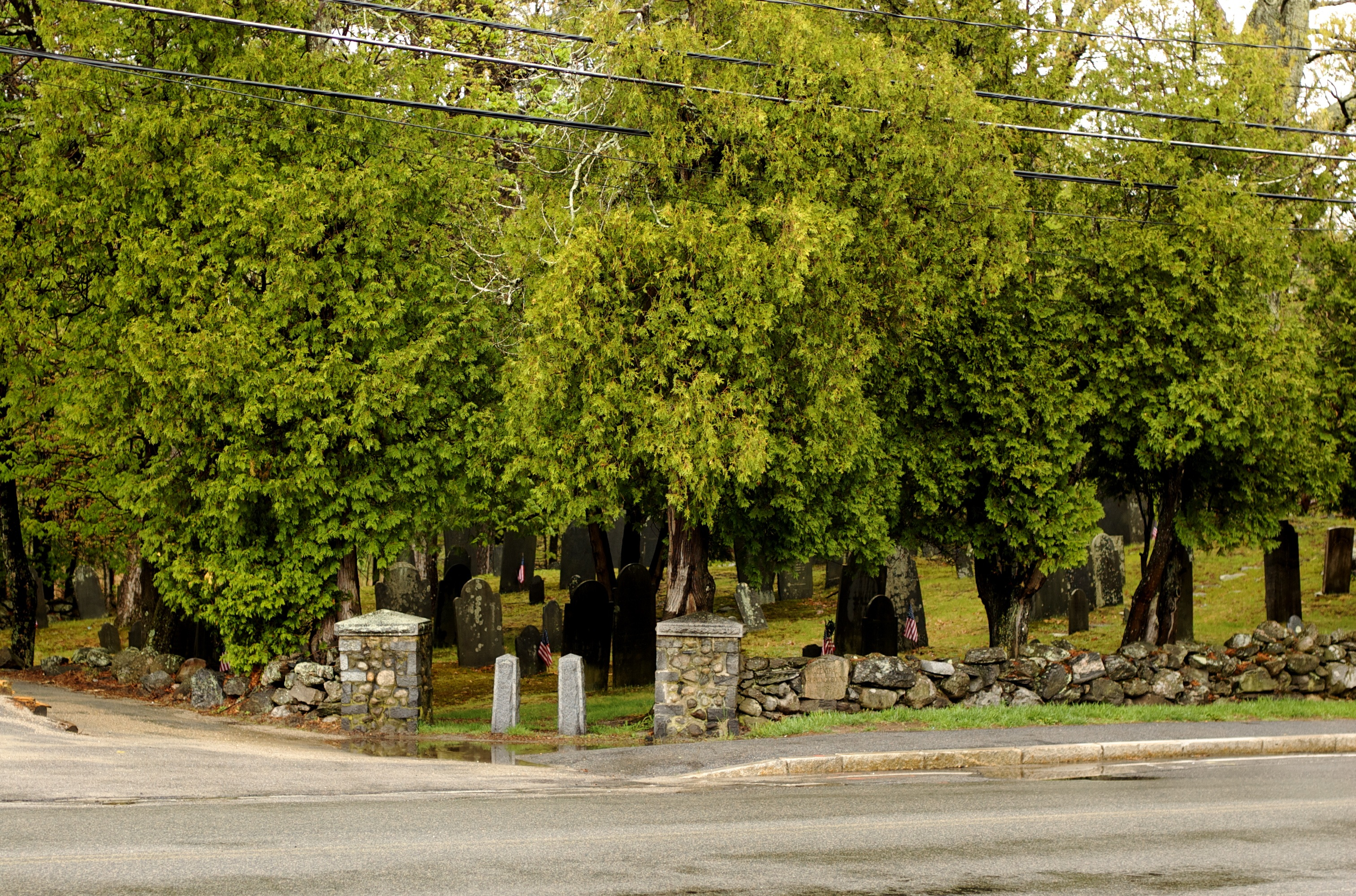
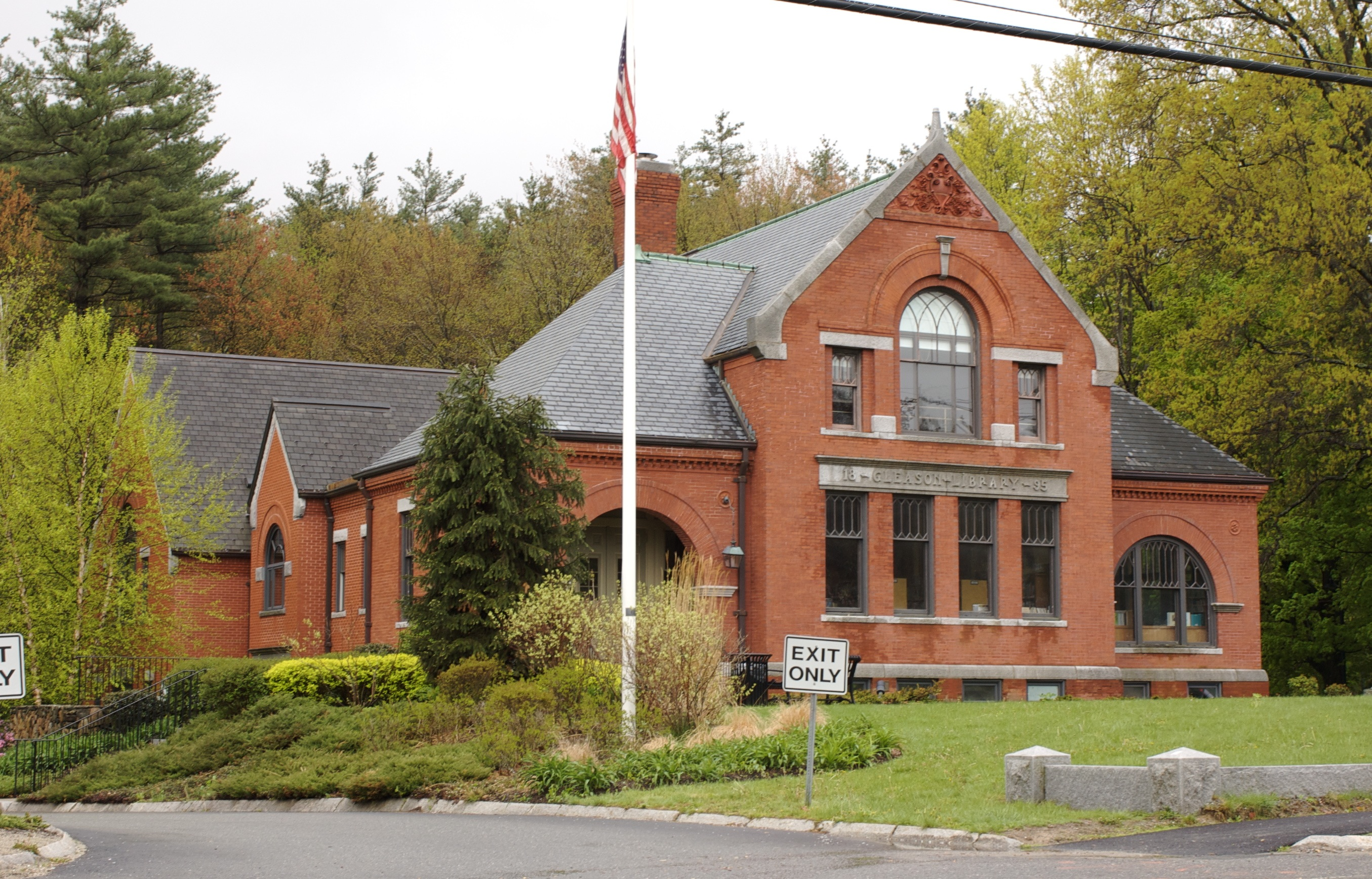
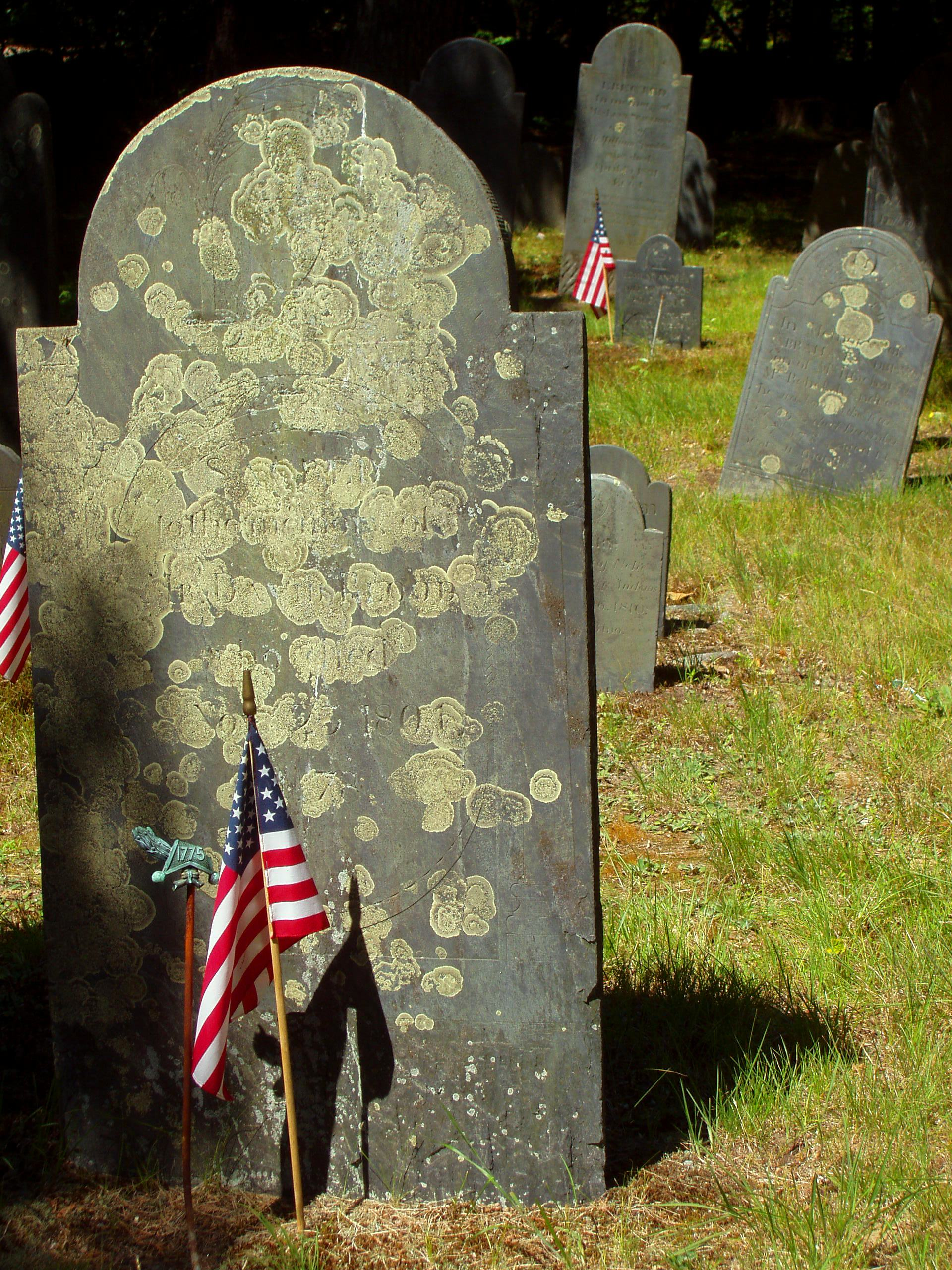
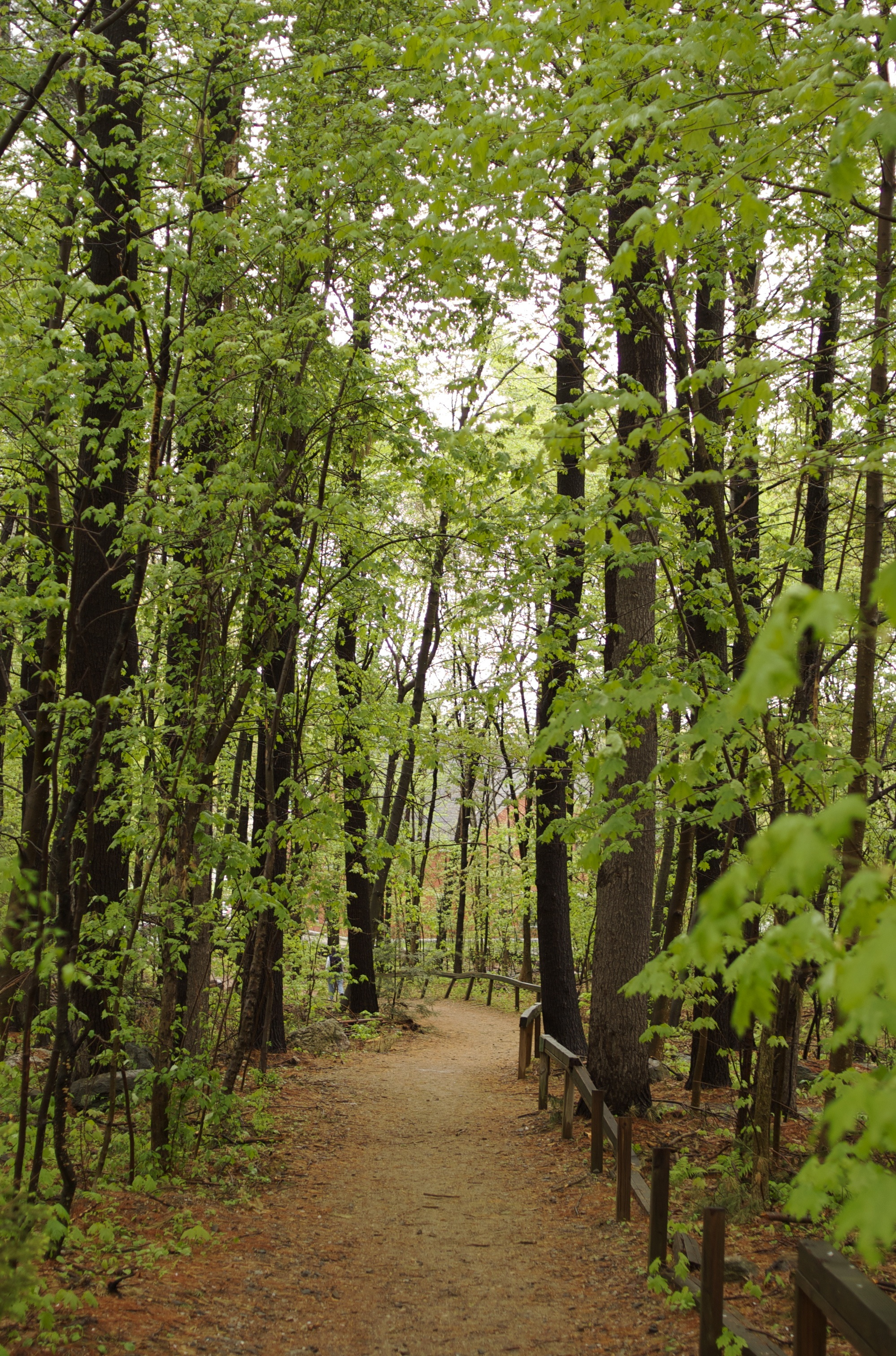